# Placówka Straży Celnej „Przedmoście”

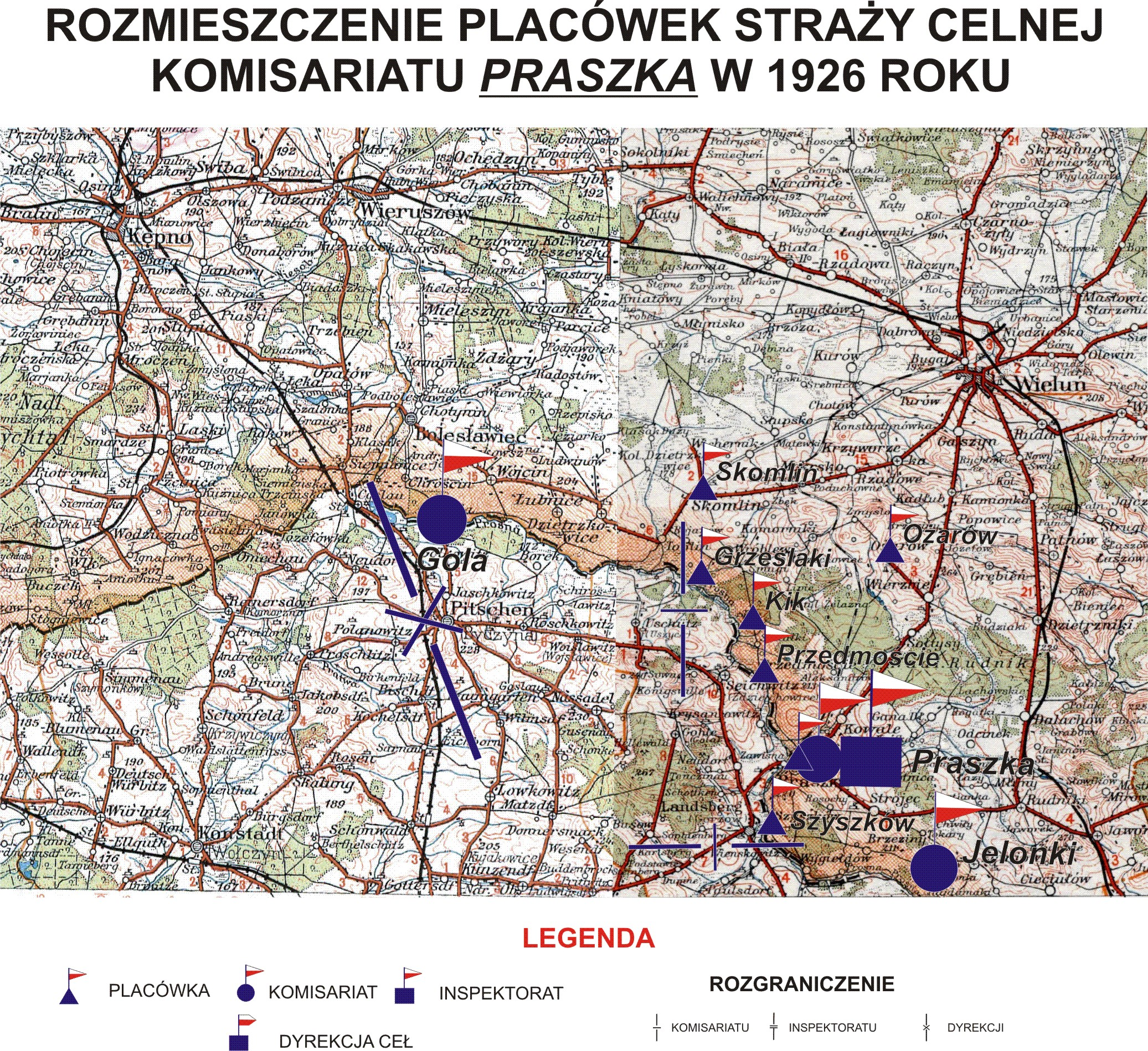
Rozmieszczenie placówek SC Komisariatu Praszka w 1926 r.

Placówka Straży Celnej „Przedmoście” – jednostka organizacyjna Straży Celnej pełniąca w okresie międzywojennym służbę ochronną na granicy polsko-niemieckiej.

## Formowanie i zmiany organizacyjne
Na wniosek Ministerstwa Skarbu, uchwałą z 10 marca 1920 roku, powołano do życia Straż Celną. Od połowy 1921 roku jednostki Straży Celnej rozpoczęły przejmowanie odcinków granicy od pododdziałów Batalionów Celnych. W 1921 roku w Praszce stacjonował sztab 2 kompanii 5 batalionu celnego. 2 kompania celna jedną ze swoich placówek wystawiła w Przedmościu. Proces tworzenia Straży Celnej trwał do końca 1922 roku. Placówka Straży Celnej „Przedmoście” weszła w podporządkowanie komisariatu Straży Celnej „Praszka” z Inspektoratu SC „Praszka”.
W drugiej połowie 1927 roku przystąpiono do gruntownej reorganizacji Straży Celnej. W praktyce skutkowało to rozwiązaniem tej formacji granicznej. Ochronę północnej, zachodniej i południowej granicy państwa przejęła powołana z dniem 2 kwietnia 1928 roku Straż Graniczna.
Rozkazem nr 3 z 25 kwietnia 1928 roku w sprawie organizacji Wielkopolskiego Inspektoratu Okręgowego dowódca Straży Granicznej gen. bryg. Stefan Pasławski powołał komisariat Straży Granicznej „Praszka”. Placówka Straży Granicznej I linii „Przedmoście” znalazła się w jego strukturze.

## Funkcjonariusze placówki
Kierownicy placówki
| stopień          | imię i nazwisko, numer | okres pełnienia służby | kolejne stanowisko |
| ---------------- | ---------------------- | ---------------------- | ------------------ |
| starszy strażnik | Jan Deptało (781)      | był w 1926             |                    |

Obsada personalna placówki w 1926:
- starszy strażnik Jan Deptało (781)
- strażnik Władysław Kubasiak (736)
- strażnik Stanisław Nowicki (806)
- strażnik Stanisław Zachradnik (825)
- strażnik Józef Błażejewski (772)
- strażnik Franciszek Trąbski (715)
- strażnik Franciszek Filipiak (630)
- strażnik Franciszek Emanowicz (832)
- strażnik Władysław Woźniak (820)